# Operação Tucán (KGB)
A Operação Tucán foi uma campanha internacional de desinformação orquestrada e executada pelo serviço secreto soviético que teve como alvo o governo militar do Chile liderado por Augusto Pinochet, e particularmente o seu serviço de inteligência, a Dirección de Inteligencia Nacional (DINA). Segundo o ex-oficial da KGB Vasili Mitrokhin, o plano foi originalmente concebido por Yuri Vladimirovich Andropov, tendo sido aprovado em 10 de agosto de 1976. A operação tinha dois objetivos: mobilizar organizações de direitos humanos para pressionar as Nações Unidas contra o governo chileno e gerar uma cobertura negativa do regime Pinochet na imprensa internacional.

## Ações
Como parte da operação Tucán, a KGB também forjou uma carta vinculando a CIA a um plano de assassinato de jornalistas que seria executado por oficiais da DINA chilena, incluindo na lista dos alvos o colunista Jack Anderson, do New York Times. Tais informações foram usadas em notícias plantadas e essas, por sua vez, tomadas como evidência do envolvimento da CIA na Operação Condor. Em 1976, no início da Tucán, o New York Times publicou 66 artigos sobre o histórico de desrespeito aos direitos humanos do Chile, apenas quatro sobre os massacres do Khmer Vermelho no Camboja e somente três artigos sobre a situação dos direitos humanos em Cuba. Também foram forjadas cartas de Miguel Contreras, diretor da DINA, a Pinochet, que foram tomadas como autênticas pelo jornal e outros importantes veículos de notícias do ocidente.  Uma das cartas, incluia uma missiva "enviada" por Contreras a Pinochet, detalhando um plano para neutralizar figuras da oposição que viviam no México, Argentina, Costa Rica, França, Itália e Estados Unidos. 
Ao final da operação, ela foi marcada nos arquivos como "especialmente bem-sucedida nos objetivos de divulgar e exagerar as operações estrangeiras da DINA contra os exilados chilenos de esquerda". 